# Rangers Johannesburg
El Rangers FC fue un equipo de fútbol de Sudáfrica que jugó en la NSL, la desaparecida primera división de fútbol del país.

## Historia
Fue fundado el 30 de noviembre de 1888 en la ciudad de Johannesburgo como el segundo equipo de fútbol creado en la ciudad, y principalmente apoyado por la población negra de la ciudad.
En sus primeros años formó parte de los torneos de la región de Transvaal, donde fue campeón de copa en 12 ocasiones y fue campeón de la liga local dos veces en los años 1950, ganando la edición de 1957 de manera invicta.
En 1959 fue uno de los equipos fundadores de la NFL, la primera liga de fútbol profesional del país, liga en la cual terminó en segundo lugar y fue el primer campeón de la Copa NFL venciendo en la final 4-2 al Germiston Callies FC.
En 1964 gana la única edición de la Floodlight Bowl venciendo en la final 3-1 al Highlands Park FC, en 1966 es campeón de la UTC Bowl venciendo en la final al Durban United FC 3-1 en la final y fue finalista de la Copa NFL que pierde ante el Highlands Park FC con marcador de 0-3.
En 1971 pasa a jugar en la NFL como liga unificada hasta que en 1985 se convierte en uno de los equipos fundadores de la NSL de la cual termina en segundo lugar detrás del Durban Bush Bucks. Al año siguiente es campeón de liga, en la cual permanece hasta que en 1989 desaparece y el club pasa a llamarse PUBS.

## Jugadores

### Jugadores destacados
- David Jones
- Bryan Orritt

## Palmarés
- NSL: 1

1986
- Copa NFL: 1

1959
- UTC Bowl: 1

1966
- Floodlight Bowl: 1

1964
- Liga de Transvaal: 2

1956, 1957
- Copa de Transvaal: 12

1890, 1892, 1893, 1896, 1904, 1908, 1945, 1946, 1948, 1949, 1950, 1954